# Lachesana tarabaevi
Lachesana tarabaevi là một loài nhện trong họ Zodariidae.
Loài này thuộc chi Lachesana. Lachesana tarabaevi được Zonstein & Ovtchinnikov miêu tả năm 1999.